# Bistum Triest
Das Bistum Triest (lat.: Dioecesis Tergestina, ital.: Diocesi di Trieste, slow. Tržaška Škofija) ist eine Diözese der römisch-katholischen Kirche um die norditalienische Stadt Triest. Sie untersteht der Erzdiözese Görz und umfasst 60 Pfarreien. Die Kathedralkirche des Bischofs von Triest ist die Kathedrale San Giusto.

## Geschichte

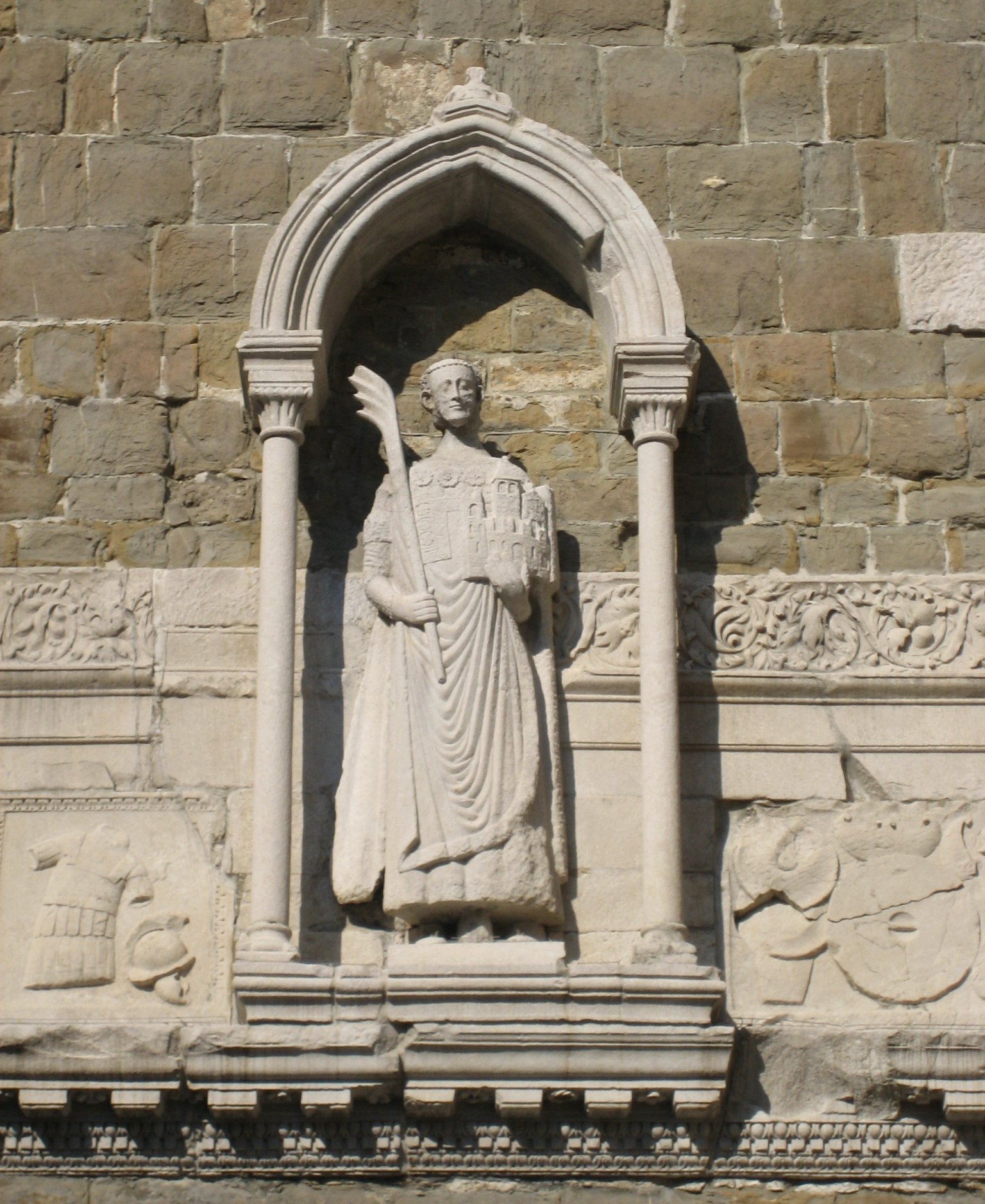
Statue des Heiligen Justus von Triest, dem Patron der Diözese, im Glockenturm des Doms von Triest

Die Stadt Triest ist nachweislich seit dem 6. Jahrhundert Sitz eines Bischofs. Aufgrund der frühen Verehrung des Heiligen Justus von Triest (San Giusto) und der ausgeprägten liturgischen und ekklesiologischen Organisation der christlichen Gemeinde in dieser Periode wird allerdings vermutet, dass die Stadt bereits im 1. oder 2. Jahrhundert über einen Bischof verfügte. Es wird ferner davon ausgegangen, dass die Verbreitung des christlichen Glaubens im Gebiet des heutigen Triests von den Bischöfen von Aquileia ausging. Aufgrund seiner engen Beziehung war das Bistum dem Metropoliten von Aquileia unterstellt. Im Zuge des Dreikapitelstreits wandten sich die Erzbischöfe von Aquileia 567 von Rom ab und nahmen den Titel Patriarchen an. Das Bistum Triest als Suffragandiözese von Aquileia kehrte sich ebenfalls vom Heiligen Stuhl ab. Als 568 die Langobarden im Friaul einfielen, flüchtete der Patriarch von Aquileia Paulus nach Grado. Sein Nachfolger, Patriarch Candidianus, der in Grado residierte, suchte 606 wieder die Gemeinschaft mit Rom; ein Vorhaben, dem sich sein in Aquileia verbliebenes Domkapitel zwar nicht anschloss, dafür aber das Bistum Triest, das seitdem dem Patriarchen von Grado (Aquileia Nova) unterstand. 

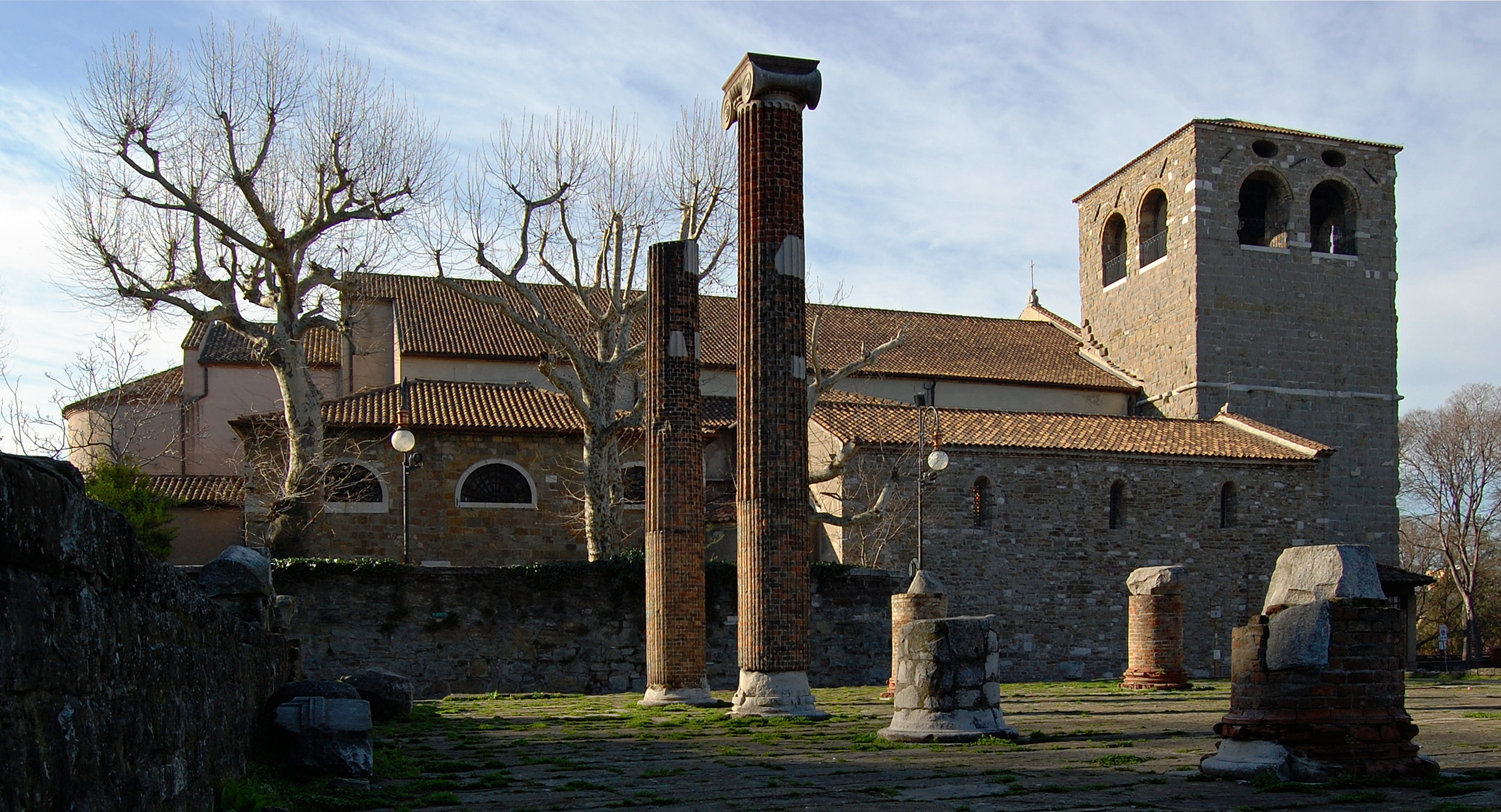
San Giusto, die Kathedrale von Triest
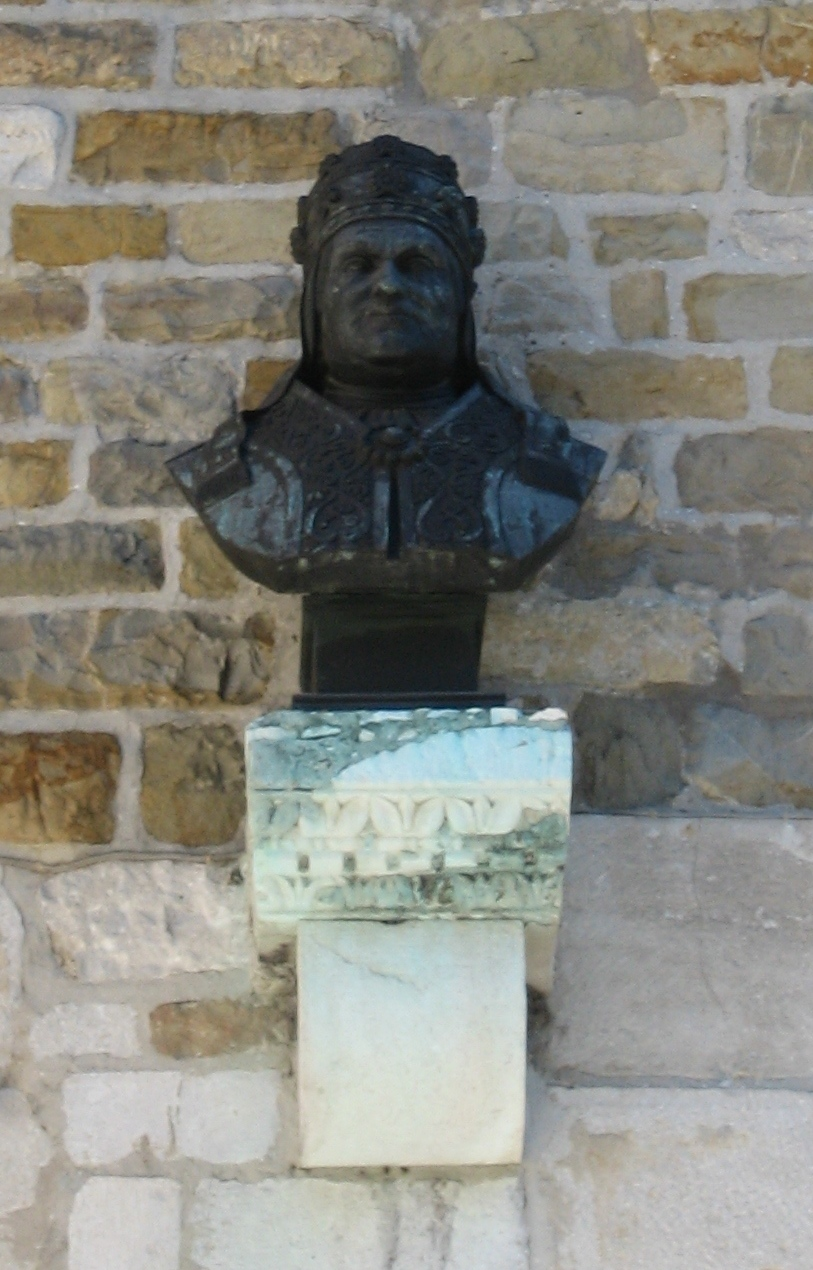
Büste von Pius II., Kathedrale von Triest

Im 10. Jahrhundert erhielt der Bischof von Triest, Johann II., weltliche Macht über die Stadt verliehen. König Lothar II. von Italien übertrug ihm am 8. August 948 die Gerichtsgewalt über die Stadt und ihre Umgebung sowie eine Reihe weiterer Herrschaftsrechte. Der Bischof wurde somit zum Fürstbischof und Stellvertreter des Königs, musste aber auch die dauerhafte Zugehörigkeit der Stadt zu dessen Reich garantieren. Obwohl diese Regelung bis ins 13. Jahrhundert wirksam war, zeichnete sich im Laufe der Jahrhunderte ein zunehmender Konflikt zwischen der Triestiner Bevölkerung, die echte Seelenhirten auf den Bischofsstuhl wünschten, und den deutschen Königen und Kaisern, die der Stadt ihnen treue Lehnsherren als Bischöfe aufzwingen wollten, ab. Ferner setzten sich die Triestiner Bürger zunehmend über die Autorität des Bischofs hinweg und erlangten ihm gegenüber immer mehr Unabhängigkeit. Am 10. März 1295 verzichtete schließlich Bischof Brissa di Toppo auf die letzte bischöfliche Kontrolle über die Organe der Volksvertretung in Triest. Die Stadt wurde somit de facto und de jure zur freien Kommune.
1751 wurde das Erzbistum Gorizia von Papst Benedikt XIV. errichtet, der das Bistum Triest seither als Suffragandiözese untersteht. 
Am 30. Juni 1828 wurde die Diözese Triest mit dem Bistum Koper zum Bistum Triest und Capodistria vereinigt. Erst am 17. Oktober 1977 – zwei Jahre nach dem Vertrag von Osimo, in dem Triest endgültig Italien und Koper dem jugoslawischen Staat angegliedert wurden – erfolgte die erneute Trennung der beiden Bistümer.

## Bekannte Bischöfe von Triest
- Enea Silvio Piccolomini (1447–1450), später Papst Pius II.
- Pietro Bonomo (1458–1546), Humanist, Politiker und 1522/1523 Bischof von Wien
- Sigismund Anton von Hohenwart (1730–1820), später Bischof von St. Pölten und Erzbischof von Wien
- Franz Xaver Nagl (1855–1913), später Erzbischof von Wien